# 3-Chlorpropionitril
3-Chlorpropionitril ist eine chemische Verbindung aus der Gruppe der Nitrile.

## Gewinnung und Darstellung
3-Chlorpropionitril kann durch Hydrochlorierung von Acrylnitril mit Salzsäure gewonnen werden.

## Eigenschaften
3-Chlorpropionitril ist eine brennbare, schwer entzündbare, farblose Flüssigkeit mit charakteristischem Geruch, die löslich in Wasser ist. Sie neigt dazu, langsam zu polymerisieren, wenn sie an Luft gelagert wird.

## Verwendung
3-Chlorpropionitril wird als organisches Zwischenprodukt bei der Synthese des H2-Rezeptor-Antagonisten Famotidin verwendet.

## Sicherheitshinweise
Die Dämpfe von 3-Chlorpropionitril können mit Luft ein explosionsfähiges Gemisch (Flammpunkt 76 °C) bilden.